# Луганські авіалінії
Луганські авіалінії — колишня українська авіакомпанія, що існувала у 2003—2010 роках. Базувалася у Луганську.

## Історія
Авіакомпанія утворена шляхом реорганізації Луганського державного авіаційного підприємства «Луганські авіалінії» в 2003 році і є його правонаступником. У свою чергу, Луганське державне авіаційне підприємство «Луганські авіалінії» було створено на базі Ворошиловградського об'єднаного авіазагону, утвореного в січні 1946 р як 285-й авіаційний загін Аерофлоту.
Авіакомпанія мала сертифікат експлуатанта Державного департаменту авіаційного транспорту Міністерства транспорту України № 039.
Спочатку 86,98 % компанії належали державі в особі Фонду Держмайна, 12,95 % акцій авіакомпанії — «Східно-українській металургійній компанії» (Алчевськ, Луганська область). До 2008 року металургійна компанія викупила у держави решту і довела свій пакет до 99,92 %. Очолював авіакомпанію голова правління Немліхер Анатолій Вікторович.
2008 рік «Луганські авіалінії» закінчили зі збитком 2,16 млн грн., скоротивши чистий дохід на 46,25 %, або на 12,483 млн грн. до 14,508 млн грн. в порівнянні з 2007 роком. У травні 2010 року господарський суд Луганської області визнав авіакомпанію банкрутом, і вона припинила польоти.

## Флот
Компанія експлуатувала п'ять літаків Ан-24РВ на авіалініях України за регулярним розкладом, а також виконувала чартерні (замовні) авіаперевезення і передавала в оренду літаки для роботи за межами України. Повітряні судна були обладнані економічним та бізнес-класом.
До 2003 року на балансі ДАП «Луганські авіалінії» було 2 літака Ту-154Б-2, виведені з експлуатації і утилізовані до 2007 року, а також 2 Ан-24, один з яких був проданий у Лівію, другий відданий 410-му авіаремонтному заводу в Києві.
Після припинення польотів компанії 4 літаки Ан-24 були порізані на металобрухт, один переданий в Луганський авіаційно-технічний музей.
У вересні 2014 року (точна дата невідома) один з Ан-2, що належав «Луганським авіалініям», був знищений в ході бойових дій в районі аеропорту Луганська.